# Kōjō no Tsuki
Kōjō no Tsuki (jap. 荒城の月, wörtlich: „Der Mond über der Burgruine“; poetisch auch: „Ruine im Mondlicht“) ist ein Gedicht des Lyrikers Doi Bansui. Es wurde von Rentarō Taki vertont und ist als Volkslied in Japan weithin bekannt.

## Gedicht

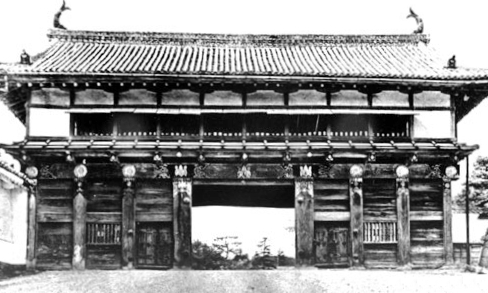
Burg Sendai (1938), 1945 bei einem Bombenangriff zerstört

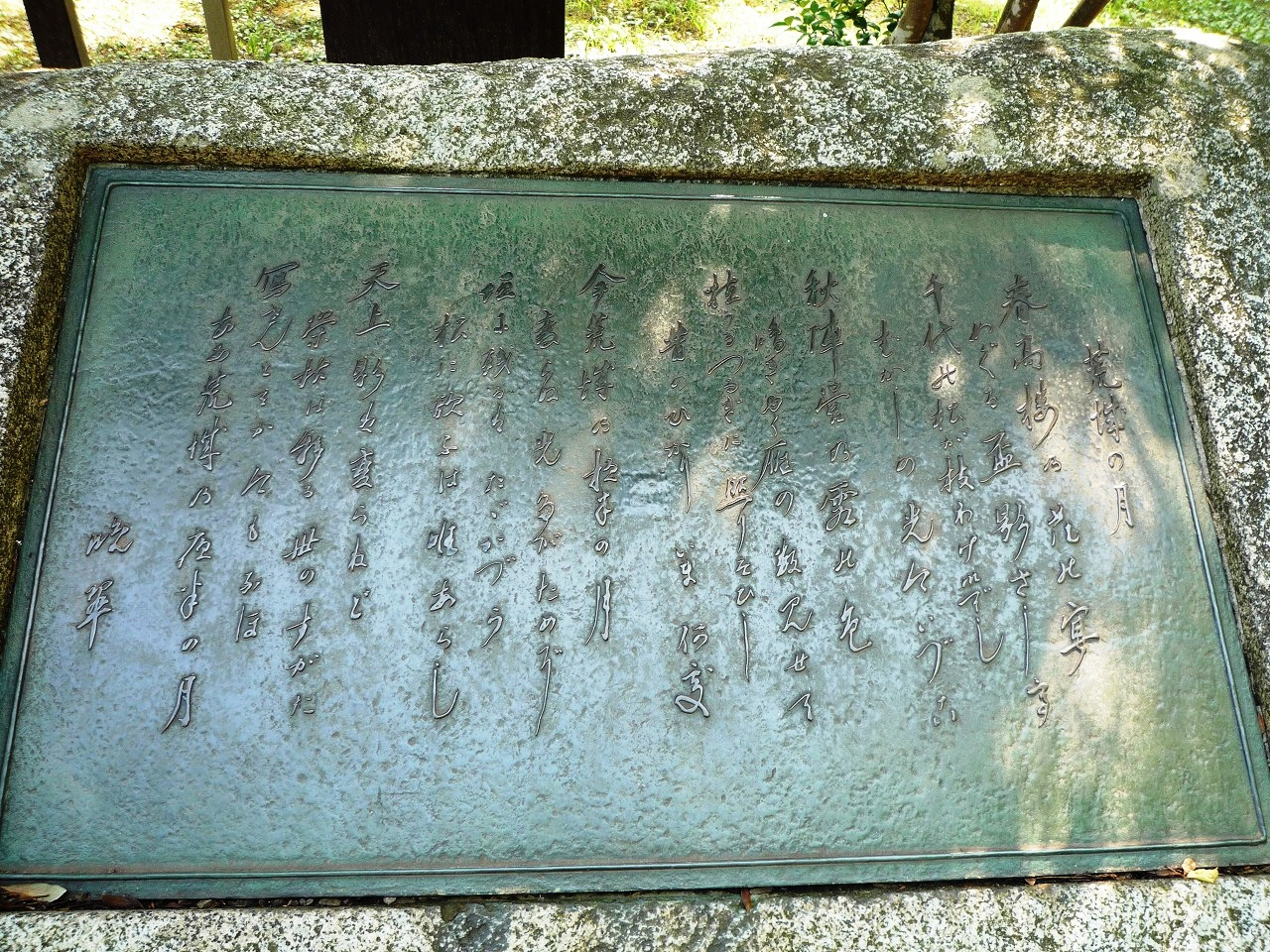
Erinnerungstafel mit dem Liedtext von Kōjō no Tsuki an der Burg Sendai

Doi Bansui (1871–1952) war Anglist. Er wurde in Sendai geboren. Er studierte an der Kaiserlichen Universität Tokio. Von 1901 bis 1904 studierte er in London, Paris und Leipzig. Nach seiner Rückkehr unterrichtete Bansui an der Kaiserlichen Tohoku-Universität. Er starb in Sendai.
Das Gedicht Bansuis entstand im Rahmen einer Auftragsarbeit des Konservatoriums Tokyo (heute: Tōkyō Geijutsu Daigaku) als Text zu einem Lied für die Mittelschule. Das Gedicht bzw. der Liedtext Bansuis trug zunächst den Titel Kōjō Tsuki (荒城月). Der ursprüngliche Text, der einen vierteiligen Aufbau (auch Kishōtenketsu) besitzt, lautet:
春高楼の花の宴

巡る盃影さして

千代の松が枝分け出でし

昔の光今いづこ

秋陣営の霜の色

鳴きゆく雁の数見せて

植うる剣に照り沿ひし

昔の光今いづこ

今荒城の夜半の月

変わらぬ光誰がためぞ

垣に残るはただ葛

松に歌ふはただ嵐

天上影は変はらねど

栄枯は移る世の姿

映さんとてか今も尚

ああ荒城の夜半の月
Der Begriff Chiyo (千代, Zeile 3) bedeutet üblicherweise „tausend Jahre“ oder eine lange Zeit, ist aber auch im Begriff Chiyoki (千代木) der Beiname der Kiefer.
Die Kunyomi-Lesung der Schriftzeichen 千代 lautet zwar Chiyo, doch wenn man stattdessen die Onyomi-Lesung verwendet, so ergibt sich für 千代 die Lesung Sendai. Bereits Date Masamune hat für Sendai die Kanji 仙台 (Kyūjitai: 仙臺) verwendet. Date Masamune beherrschte als Daimyō mit dem Date Klan die Tōhoku-Region, deren größte Stadt Sendai ist. Er errichtete auch die Burg Sendai, die auch den Namen Aoba Burg trägt. Da Doi Bansui aus Sendai stammte, handelt es sich hier um ein Wortspiel (Kakekotoba), indem im Wort Chiyo auf die Stadt Sendai angespielt wird. Zudem wird auf diese Weise das Bild der Kiefer, die die Zeiten überdauert (千代の松), durch die Substitution der Lesung von Chiyo durch Sendai mit dem Bild einer Kiefer (an der Burg) von Sendai (仙台（城）の松) verknüpft. Die Bedeutung der Schriftzeichen für Sendai (Stadt) können bildlich auch zu (仙人の住む高台, Sennin no sumu takadai – Anhöhe, wo die Sennin wohnen) expandiert werden. Die Burg Sendai, die Data Masamune errichtete und in der er residierte, ist eine Höhenburg (jap. 山城, sanjō, yamajirō), die auf einer Anhöhe steht, an deren Fuße sich Sendai als Burgstadt (Jōkamachi) entwickelte.

## Lied

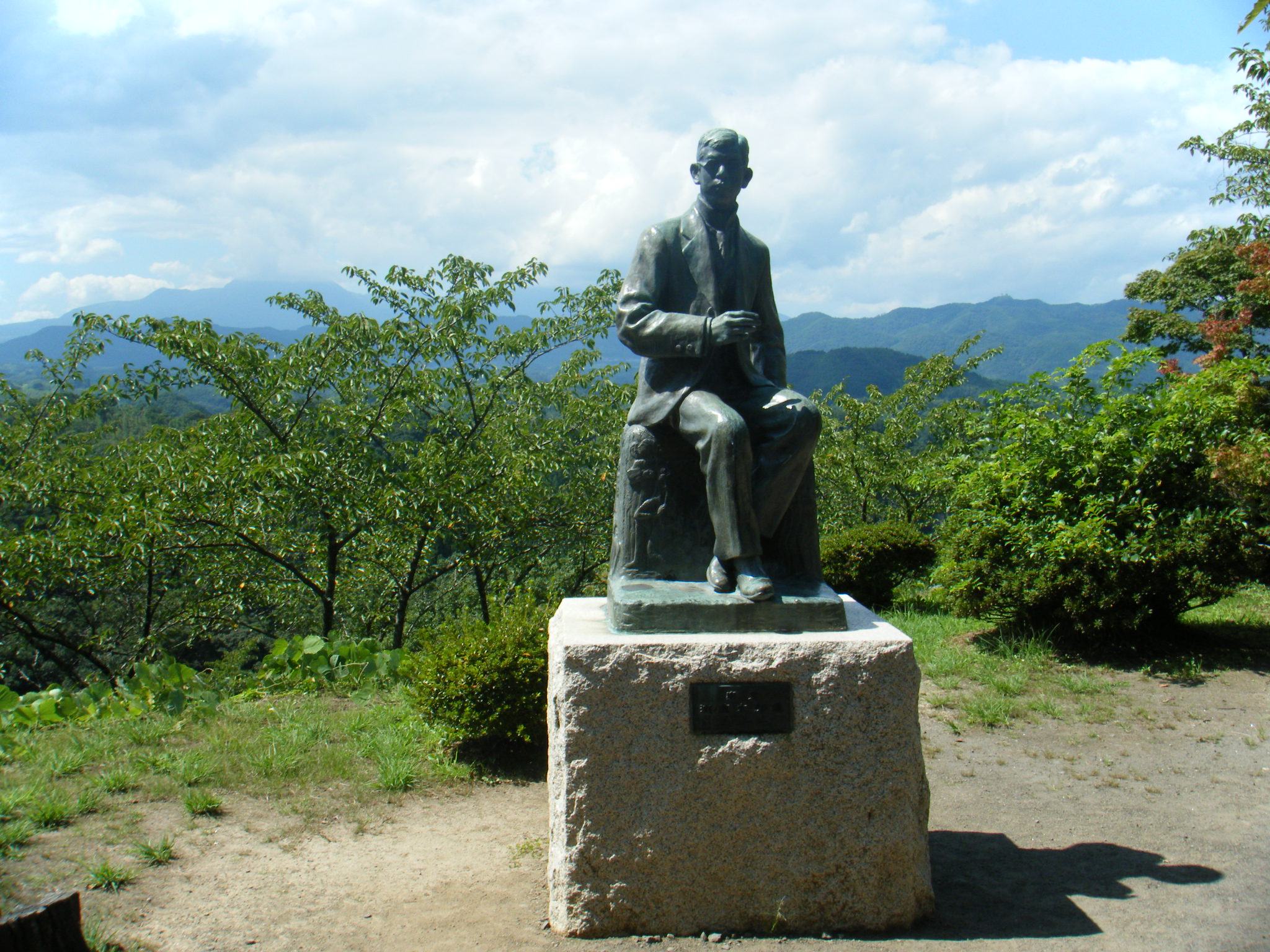
Büste Rentarō Takis an der Burg Oka

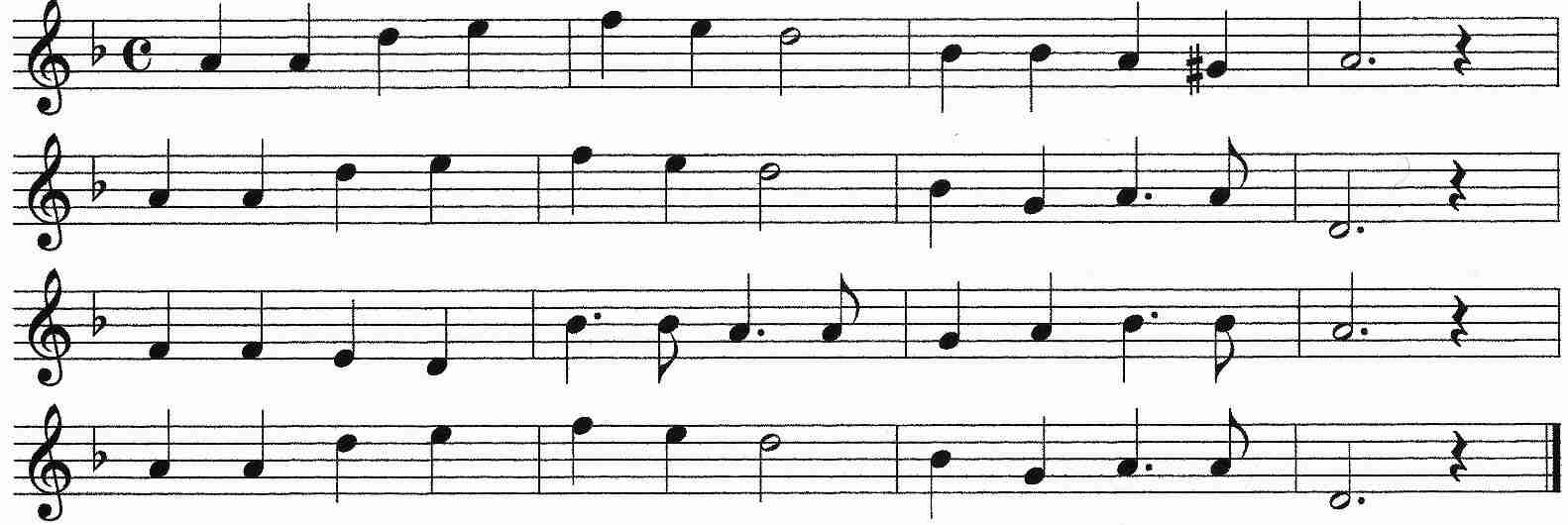
Das Lied mit dem Kreuz

Als Doi Bansui in London studierte, traf er auf Rentarō Taki, der ebenfalls im Auftrag des Konservatoriums Tokyo, die Melodie komponierte. Die ursprüngliche Melodie, die 1901 mit dem Text Bansuis erstmals veröffentlicht wurde, war ursprünglich als Vokalwerk („Mubanso“) ohne musikalische Begleitung in h-Moll konzipiert. 1917 schuf Yamada Kōsaku unter dem Titel Hana no en (花の宴) zusätzlich eine Instrumentalfassung für Klavier. Er änderte den Grundton der Tonart unter Beibehaltung des Tongeschlechts, indem er das Stück um eine Terz nach oben und damit von h-Moll in d-Moll transponierte. Auch das Tempo und den Rhythmus des Liedes änderte er von 8 zu 16 Takten.
1918 wurde das Lied vom Musikverlag Sonoo als Solo-Gesangsstück unter dem Titel Kōjō no Tsuki publiziert. Der Komponist Mori Kazuya (1915–1998) berichtet von einer Vorlesung des Assistenzprofessors Kunihiko Hashimoto, gehalten 1927 am Konservatorium Tokyo. Hashimotos Ausführungen nach sollte Europäern die d-Moll-Version Kōsakus zu Gehör gebracht werden. In Rentarōs Originalfassung fällt das E in hana no En (Zeile 1) mit einem durch ein Kreuz (#) erhöhten Ton zusammen. Dieses als Zigeunermoll bekannte Charakteristikum, den vierten Ton der harmonischen Molltonleiter zu erhöhen, sei kennzeichnend für Zigeunerlieder und es führe dazu, dass Europäer die Melodie mit ungarischen Volksliedern assoziieren und nicht für eine japanische Melodie hielten. Um diesen Effekt zu vermeiden, habe Tamaki Miura, die erste japanische Opernsängerin von Weltruhm, Yamada gebeten, in seiner Bearbeitung das Kreuz wegzunehmen, da sie Kōjō no Tsuki bei vielen Gelegenheiten in Europa sang. Eine Aufnahme mit Klavierbegleitung Yamadas, aber der ursprünglichen Melodie (also 8 Takte) gibt es mit dem Countertenor Yoshikazu Mera.

### Liedtext
| Japanisch | Transkription | Teilübersetzung |
| --- | --- | --- |
| 『荒城の月』 １.春高楼の 花の宴 巡る盃 かげさして 千代の松が枝 わけ出でし 昔の光 いまいずこ ２.秋陣営の 霜の色 鳴きゆく雁の 数見せて 植うる剣に 照りそいし 昔の光 いまいずこ ３.いま荒城の 夜半の月 替らぬ光 たがためぞ 垣に残るは ただ葛 松に歌うは ただ嵐 ４.天上影は 替らねど 栄枯は移る 世の姿 写さんとてか 今もなお 嗚呼荒城の 夜半の月 | 『Kōjō no Tsuki』 1. Haru kōrō no hana no en - Meguru sakazuki kagesashite - Chiyo no matsu ga e wakeideshi - Mukashi no hikari ima izuko - 2. Aki jinei no shimo no iro - Nakiyuku kari no kazu misete - Uuru tsurugi ni terisoishi - Mukashi no hikari ima izuko - 3. Ima kōjō no yowa no tsuki - Kawaranu hikari ta ga tame zo - Kaki ni nokoru wa tada kazura - Matsu ni utau wa tada arashi - 4. Tenjōkage wa kawaranedo - Eiko wa utsuru yo no sugata - Utsusan toteka ima mo nao - Ah! Kōjō no yowa no tsuki - | 『荒城の月』 『Ruine im Mondschein』 1.春高樓の花の宴 Burgeshöh’ in Frühlingsnacht． Trinken wir den Weine! めぐる盃かげさして Schimmernd weiß die Blütenpracht． Singt ── und schenket ein! 千代の松が枝わけいでし Durch die alten Kiefern weit bricht das Mondeslicht． むかしの光いまいづこ Mondeslicht aus alter Zeit such’ ich, find’ ich nicht． 2.秋陣營の霜の色 Ritterheer in Winternacht ruht in Frost und Schnee． 鳴き行く雁の數見せて Und ich zähle auf der Wacht Wildgänse in der Höh’． 植うるつるぎに照りそひし Auf den Schwertern, aufgereiht, blitzt das Mondeslicht． むかしの光いまいづこ Mondeslicht aus alter Zeit such’ ich, find’ ich nicht． |

Früher gab es am Gebäude des Sakurano Department Stores am Hauptbahnhof von Sendai Lautsprecher, aus denen die Melodie von Kōjō no Tsuki täglich um 10:00, 12:00, 15:00 und 17:00 Uhr ertönte.

## Rezeption
Weitere Vertonungen sind:
- In der belgischen Abtei Chevetogne wird Kōjō no Tsuki in der Bearbeitung von Yamada Kosuke als Kirchenhymne (Hymne der Cherubim) gesungen. Diese Version wurde 2004 von der französischen Black-Metal-Band Deathspell Omega aufgegriffen und in den Song Carnal Malefactor integriert.[2]

- Ein Jazz Arrangement von Thelonious Monk befindet sich unter dem Titel „Japanese Folk Song“ auf seinem Album Straight No Chaser von 1967.

- Eine der bekanntesten Fassungen stammt von der deutschen Heavy-Metal-Band Scorpions, Ende der 1970er-Jahre während eines Konzertes im Nakano Sun Plaza, Tokio, als Ballade gespielt und später auf dem Live-Album Tokyo Tapes veröffentlicht.[3]

- Außerdem wurde Kōjō no Tsuki von Yngwie Malmsteen 1984 während der Alcatrazz Japan Tour gespielt.

- 1992 entsteht eine Aufnahme mit dem Schweizer Tenor Ernst Haefliger in deutscher Sprache (vergriffen).[4][1]

- 2003 erfolgte eine erneute Einspielung von Bariton Tōru Tanabe und Pianist Matthias Gräff-Schestag auf Deutsch unter dem Titel „Ruinen im Mondschein“ in „Alte und neue Lieder aus Japan: 31 japanische Lieder mit Klavierbegleitung; in deutscher Übersetzung, hrsg. von Toru Tanabe und Matthias Gräff-Schestag“, (ISMN M-50087-920-6).[5]